# Encephalitozoon cuniculi
Encephalitozoon cuniculi (früher auch als Nosema cuniculi bezeichnet) ist ein obligat intrazellulär in Niere, Gehirn und anderen Organen lebender parasitischer Einzeller. Er wird den Mikrosporidien zugerechnet, die genaue systematische Stellung dieses Parasiten ist jedoch noch nicht endgültig geklärt. Er ist der Erreger der Encephalitozoonose, einer vor allem bei Kaninchen, Altweltmäusen und Hundeartigen auftretenden Erkrankung, die auch auf Menschen mit einer Immunschwäche übertragbar ist.

## Einteilung
Das Genom von E. cuniculi ist 2.9 Mbp groß und ist auf 11 Chromosomen mit Größen zwischen 217 und 315 kbp verteilt. Es wurde 2001 vollständig sequenziert. E. cuniculi wird heute in drei genetisch und serologisch unterscheidbare Stämme untergliedert. Morphologisch sind diese drei Varianten nicht unterscheidbar. Sie werden als Typ I bis III oder nach ihrem jeweiligen Hauptwirt benannt.:
- Typ I (Kaninchenstamm) kommt in Europa vor allem bei Hauskaninchen häufig vor. Er ist auch für den Menschen pathogen, während Hunde gegenüber diesem Stamm vermutlich resistent sind.
- Typ II (Mäusestamm) ist für Altweltmäuse pathogen. In Skandinavien wurden auch tödlich verlaufende Infektionen bei Farmfüchsen beobachtet. Bei Katzen kommt es vor allem zu Augeninfektionen (phakoklastische Uveitis, fokale Linsentrübung, Uveitis anterior).[2]
- Typ III (Hundestamm) ist vor allem in Nordamerika und Südafrika verbreitet und befällt vorwiegend Hunde. In europäischen Zoos wurden auch Infektionen bei Halbaffen beobachtet.

## Morphologie
Encephalitozoon cuniculi stellt sich in histologischen Präparaten als etwa 2–2,5 × 0,8–1,2 µm großes, leicht gebogenes Stäbchen mit abgerundeten Enden dar. Dem Erreger fehlen einige Zellorganellen, wie z. B. Mitochondrien.
Außerhalb der Wirtszellen kommt der Erreger als infektiöses Dauerstadium in Form einer Spore vor. Die etwa 2 µm großen Sporen bestehen aus einer Außen- (Exospore) und einer dickeren, chitinreichen Innenschicht (Endospore). Im Zellplasma der Spore (Sporoplasma) befindet sich ein spiralig aufgerollter Polfaden.

## Entwicklungszyklus
Die Infektion des Wirts erfolgt über Sporen. Encephalitozoon cuniculi besitzt einen nur bei Mikrosporidien auftretenden Infektionsmodus: Der Polfaden wird ausgestülpt, durchdringt die Zellmembran und injiziert das Sporoplasma in die Wirtszelle. Etwa 10-mal häufiger gelangt die Spore jedoch durch gewöhnliche Phagozytose in eine Fresszelle (Makrophage). Dann wird als Zeichen der Keimung der Spore erst innerhalb der Fresszelle der Polfaden ausgestülpt, was die Entwicklung der Phagosomen in Lysosomen und damit ihren Abbau verhindert.
Im Zytoplasma der Wirtszelle kommt es zu einer mehrfachen ungeschlechtlichen Vermehrung (Merogonie) und schließlich zur Sporenbildung. Dabei können bis zu 100 Sporoblasten je Zelle auftreten. Die Art der Erregerausbreitung im Wirt ist noch nicht genau bekannt. Der Erreger befällt vor allem die Nieren und das Gehirn. Die Ausscheidung der infektiösen Sporen erfolgt über den Urin.
Die Sporen sind sehr umweltresistent. Bei 25 °C sind sie drei Wochen, bei 10 °C drei Monate infektiös. Bei 100 °C sind sie nach 5 Minuten inaktiviert. Zur Desinfektion eignen sich kochendes Wasser, 2%iges Lysol, 1%iges Formaldehyd oder 70%iger Alkohol.